# Park Narodowy Lal Suhanra
Park Narodowy Lal Suhanra (urdu ‏لال سہانرا نیشنل پارک‎) – park narodowy położony w prowincji Pendżab w Pakistanie, utworzony w 1972 roku.

## Opis
Park zlokalizowany jest 32 km na wschód od miasta Bahawalpur. Park Narodowy Lal Suhanra został utworzony 26 października 1972 roku na powierzchni 313,55 km². W 1984 roku powiększono jego obszar o 202,34 km², a w 2000 roku o kolejne 142 km². Obecnie powierzchnia parku wynosi 657,9 km², z czego 8 491 ha to tereny zielone (nawadniane plantacje), 40 942 ha zajmują obszary pustynne, a 4780 akrów – tereny podmokłe.
Tereny parku leżą na wysokości od 125 do 140 m n.p.m. Klimat parku charakteryzuje się małymi i sporadycznymi opadami deszczu, wysokimi temperaturami, niską wilgotnością względną, dużą szybkością parowania i silnymi wiatrami letnimi. Zakres temperatur wynosi od 50ºC latem do -2ºC zimą, najgorętszymi miesiącami są maj i czerwiec. Roczne opady wynoszą od 90 do 200 mm, a średnia wilgotność względna wynosi około 60%. Latem kierunek wiatru jest południowo-wschodni, a zimą północno-wschodni.
Park cechuje się różnorodnością krajobrazu, w tym ekosystemami pustynnym, leśnym i podmokłym. Wielkość wydm waha się od 0,01 do 0,50 km² i mają one do wysokości 6 m.

## Flora
Na terenie parku zidentyfikowano 212 gatunków roślin.

## Fauna
Na obszarach pustynnych oraz plantacjach zlokalizowanych na terenie parku występują antylopy indyjskie (Antilope cervicapra), nilgau indyjski (Boselaphus tragocamelus), gazela górska (Gazella gazella), Lepus nigricolis, lis bengalski (Vulpes bengalensis), frankolin obrożny (Francolinus francolinus), frankolin indyjski (Francolinus pondicerianus), hubara saharyjska (Chlamydotis undulata), stepówka brunatnobrzucha (Pterocles exustus), stepówka indyjska (Pterocles indicus), stepówka czarnobrzucha (Pterocles orientalis).
W czasie zimy jezioro na terenie parku odwiedzane jest przez ptactwo wodne zimujące na tych terenach: modrzyk zwyczajny (Porphyrio porphyrio), łyska zwyczajna (Fulica atra), wężówka indyjska (Anhinga melanogaster) oraz liczne gatunki kaczek: rożeniec zwyczajny (Anas acuta), płaskonos zwyczajny (Spatula clypeata), cyraneczka zwyczajna (Anas crecca), świstun zwyczajny (Mareca penelope), kaczka krzyżówka (Anas platyrhynchos), krakwa (Mareca strepera), głowienka zwyczajna (Aythya ferina). 
Gady w parku są reprezentowane m.in. przez następujące gatunki: żmija łańcuszkowa (Daboia russelii), kobra indyjska (Naja naja), Lycodon capucinus.